# Jon Ander Insausti
Jon Ander Insausti Irastorza (Motiloa, Guipúzcoa, 13 de diciembre de 1992) es un ciclista español. Debutó como profesional con el equipo Murias Taldea en 2015. En 2017 fichó por el conjunto Bahrain Merida Pro Cycling Team y en 2018 disputó su última temporada como profesional con la Fundación Euskadi.
Es primo de los también ciclistas profesionales Gorka y Ion Izagirre.

## Palmarés
2017
- 1 etapa del Tour de Japón

## Equipos
- Murias Taldea (2015-2016)
- Bahrein-Mérida Pro Cycling Team (2017)
- Fundación Euskadi (2018)